# Montesa Cota 4RT
La Montesa Cota 4RT és un model de motocicleta de trial de la gamma Cota de Montesa que es fabrica des del 2005. Creada com a successora de la Cota 315 R de 1996, fou la primera de la gamma equipada amb un motor de quatre temps (concretament, un de 249,1 cc monocilíndric amb refrigeració líquida i canvi de 5 velocitats). La Cota 4RT mantingué la cilindrada original del motor fins al 2013, moment en què aquesta s'apujà fins als 258,9 cc actuals i, consegüentment, la moto passà a ser anomenada Cota 4RT 260. Ambdues versions s'han fabricat sempre, en exclusiva i per a tot el món, a les instal·lacions de Montesa Honda a Santa Perpètua de Mogoda (Vallès Occidental). Tant l'antiga Cota 4RT com l'actual 4RT 260 s'han comercialitzat històricament amb dues preparacions diferents, l'estàndard i la d'estricta competició (coneguda indistintament com a Repsol Edition o Race Replica).

## Història
El 1996, Honda HRC i Montesa Honda, en col·laboració amb l'enginyer Antonio Cobas, desenvoluparen la Cota 315 R, una de les versions més reeixides de la història d'aquest model. Durant els anys que estigué en producció, els seus pilots oficials (Marc Colomer, Dougie Lampkin, Takahisa Fujinami i Laia Sanz) guanyaren 6 títols de Campió del Món masculí, 3 d'indoor i un de femení. Mentre Fujinami aconseguia el darrer, el 2004, Honda ja estava treballant discretament en el relleu de la Cota 315 R. Un any abans, el 2003, havia entrat en vigor a la Unió Europea la nova normativa sobre emissions Euro2, més restrictiva encara que la seva antecessora Euro1, i arran d'això Honda prengué la dràstica decisió d'abandonar definitivament la fabricació de motocicletes amb motor de dos temps (2T), inclosos els ciclomotors, i dedicar-se només als menys contaminants quatre temps (4T). Preveient que aquesta normativa s'aplicaria aviat també a les motos de competició, la firma es plantejà de substituir la seva reeixida Cota 315 R, amb motor de 2T, per una de nova que en dugués un de 4T. Amb aquesta finalitat, HRC i Montesa Honda es dedicaren en secret, durant més d'un any, a la investigació i desenvolupament d'una nova Cota amb aquesta mena de motor.

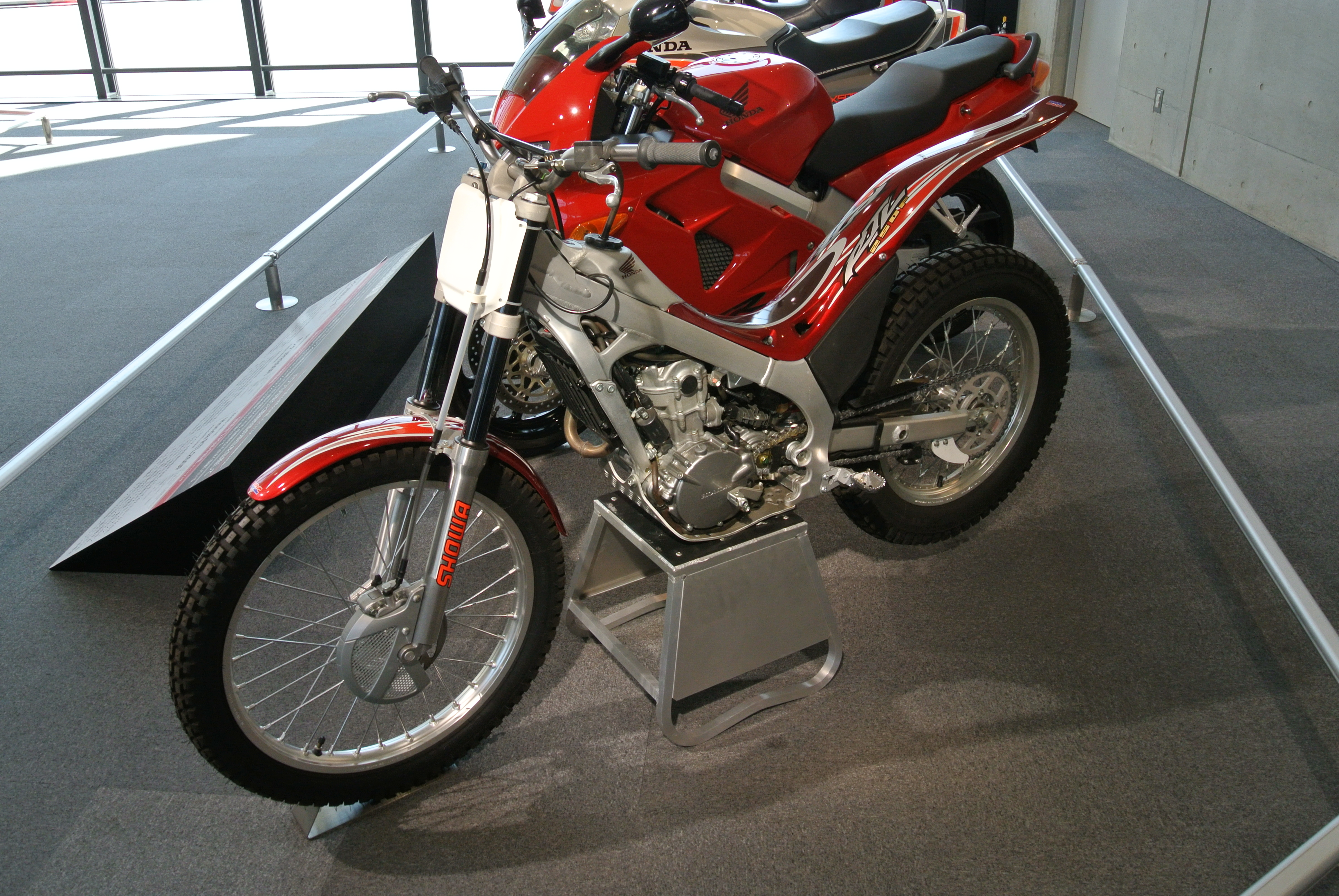
L'Honda RTL 250F, versió japonesa de la Cota 4RT

El projecte d'un model de trial de 4T no era nou per a Honda, un fabricant que ja el 1974 havia llançat al mercat l'Honda TL 250, la primera moto de trial de quatre temps raonablement competitiva des de la irrupció de la Bultaco Sherpa T de dos temps el 1965 (tant la moto japonesa com la catalana havien estat creades amb la col·laboració de Sammy Miller). A més, gràcies a Eddy Lejeune i la seva Honda RTL 360 de 4T, Honda havia arribat a guanyar tres mundials de trial consecutius de 1982 a 1984. Per a la creació de la nova Cota, però, la firma japonesa decidí partir de zero i prengué com a base el motor de la seva motocicleta de motocròs de 4T, l'Honda CRF 250. En fase de proves, la firma va fer debutar amb èxit una primera versió japonesa de la futura Cota 4RT, anomenada Honda RTL 250F, en una prova del mundial de trial. Finalment, el 2005 es presentà la nova Cota, anomenada 4RT en referència justament al seu motor de quatre temps (4T).
El llançament de la 4RT va fer que, ben aviat, alguns fabricants europeus seguissin les passes d'Honda i desenvolupessin també una versió alternativa amb motor de quatre temps, tot i mantenir en producció els seus respectius models de dos temps. Aquest fou el cas de Scorpa i Sherco, els quals ja el 2006 presentaren sengles models equipats amb motor de 4T. Mentre que aquests fabricants no acabaren d'apostar per aquest tipus de motocicleta i, actualment, encara segueixen prioritzant les de dos temps, Honda no deixà d'evolucionar la Montesa Cota 4RT des del primer moment. Al cap d'uns anys, coincidint amb la celebració de la prova italiana del mundial de trial del 2013 -disputada el 7 de juliol a Barzio, Llombardia-, la firma presentà oficialment la renovació total de la Cota 4RT, un model equipat amb un motor augmentat a 258,9 cc que, arran d'aquest canvi, passà a anomenar-se Cota 4RT 260. Dos anys més tard, aquesta versió es tornà a veure superada per l'actual producte estrella de la gamma, la Cota 300RR, amb la cilindrada del motor apujada fins als 288 cc. El mateix any que presentà aquesta darrera Cota, el 2015, Montesa Honda llançà també un nou model de motocicleta de tipus trail desenvolupat a partir de la Cota 4RT 260, la Montesa 4Ride.

## Competició
En el vessant esportiu, la Cota 4RT necessità un parell d'anys per tal d'esdevenir plenament competitiva, tot i que ja durant les dues primeres temporades de la seva participació en el mundial masculí, 2005 i 2006, Takahisa Fujinami hi acabà subcampió darrere del català Adam Raga i la seva Gas Gas de dos temps (al mundial indoor, però, la moto no passà del quart lloc final el 2005 a mans de Dougie Lampkin). A banda, Laia Sanz hi aconseguí el campionat del món femení ja des del primer moment, el 2005. Fou arran del fitxatge a finals del 2006 d'un jove Toni Bou, procedent de Beta, quan Montesa aconseguí finalment situar la Cota 4RT al capdamunt de l'elit mundial. Des de la temporada de 2007, en què debutà amb la Cota, Bou ha guanyat els títols mundials masculí i indoor any rere any, de manera que a data d'agost del 2017 ja en porta 21 d'acumulats.

### Campionats mundials guanyats
Els campionats mundials de trial obtinguts per pilots de la Montesa Cota 4RT són aquests:
A 12 de setembre de 2017
| Any   | Campionat del Món (pilots) | Campionat del Món (pilots) | Campionat del Món (pilots) |
| Any   | Masculí                    | Indoor                     | Femení                     |
| ----- | -------------------------- | -------------------------- | -------------------------- |
| 2005  | -                          | -                          | Laia Sanz                  |
| 2006  | -                          | -                          | Laia Sanz                  |
| 2007  | Toni Bou                   | Toni Bou                   | -                          |
| 2008  | Toni Bou                   | Toni Bou                   | Laia Sanz                  |
| 2009  | Toni Bou                   | Toni Bou                   | Laia Sanz                  |
| 2010  | Toni Bou                   | Toni Bou                   | Laia Sanz                  |
| 2011  | Toni Bou                   | Toni Bou                   | Laia Sanz                  |
| 2012  | Toni Bou                   | Toni Bou                   | -                          |
| 2013  | Toni Bou                   | Toni Bou                   | Laia Sanz                  |
| 2014  | Toni Bou                   | Toni Bou                   |                            |
| 2015  | Toni Bou                   | Toni Bou                   |                            |
| 2016  | Toni Bou                   | Toni Bou                   |                            |
| 2017  | Toni Bou                   | Toni Bou                   |                            |
| Total | 11                         | 11                         | 7                          |

Notes
1. ↑  S'hi inclouen només els títols de pilots, no els de marques. No s'hi reflecteixen els campionats mundials de categories inferiors (júniors, juvenils, etc.).

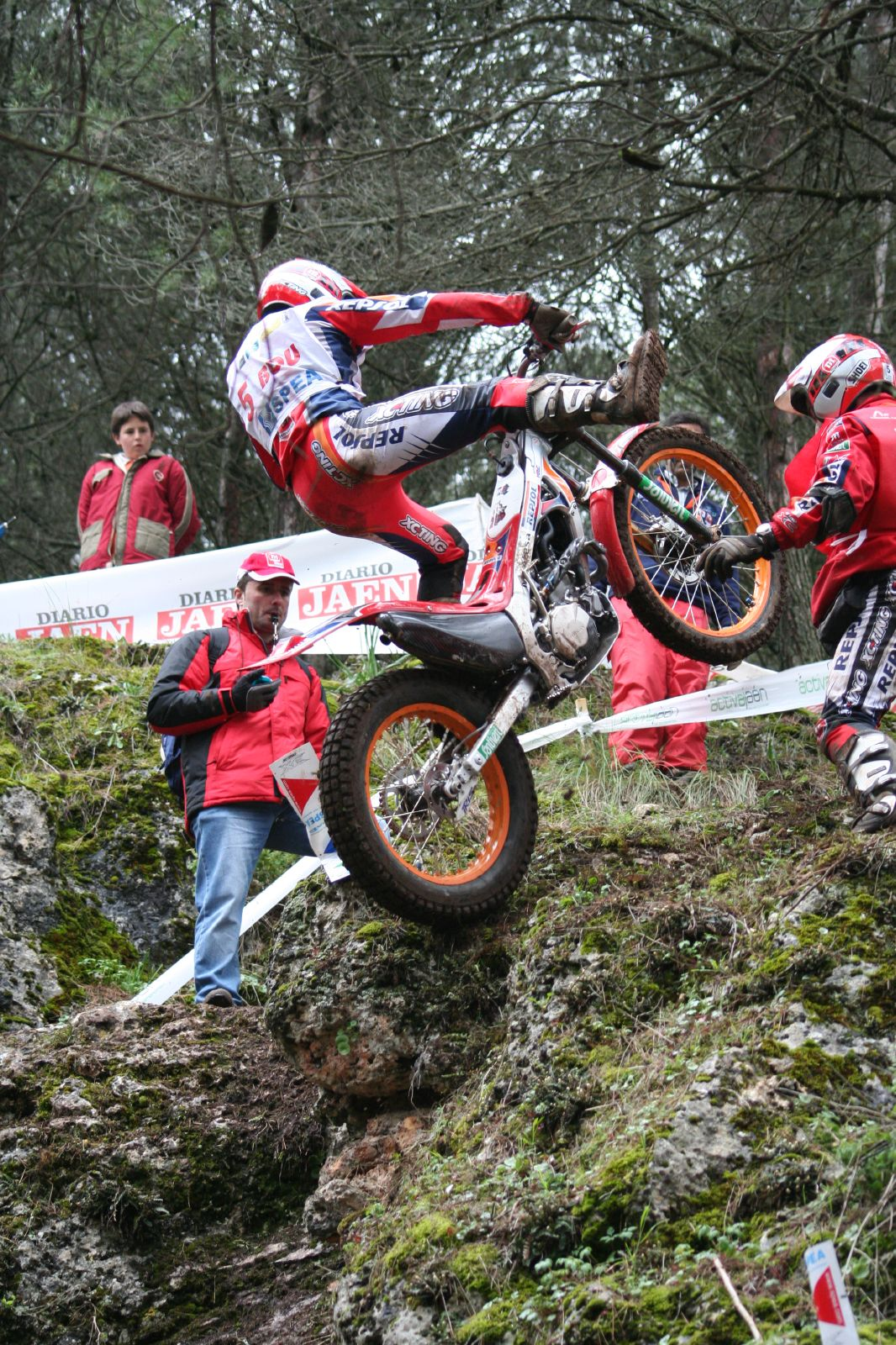
Toni Bou amb la Cota 4RT durant el mundial de trial del 2007

## Característiques
La Cota 4RT és una moto innovadora en molts aspectes, tant pel que fa a la tècnica com a l'estètica. A primera vista, destaca pel seu acurat disseny, amb una línia característica en què el dipòsit de benzina i el sistema d'escapament queden integrats dins una carrosseria estilitzada. Com a signe distintiu d'aquesta nova estètica, Montesa Honda aprofità el llançament de la 4RT per a renovar l'històric logotip de Montesa, tot actualitzant-ne la clàssica "M" gòtica.
Al moment del seu llançament, el punt clau de la Cota 4RT era el seu revolucionari motor de quatre temps amb refrigeració líquida, desenvolupat a partir del que equipava l'Honda CRF 250 de motocròs, també de quatre temps i amb una cilindrada de 249,1 cc. A l'hora de crear la nova Cota, el principal repte dels enginyers d'Honda era aconseguir una mecànica que pogués competir amb els lleugers motors de dos temps i fos alhora compacta i lleugera. El resultat final fou un motor amb un pes total de 25,2 kg, només 3 kg més que el de la Cota 315 R. Algunes de les millores aplicades al nou motor eren la nova i reduïda culata; la substitució del clàssic carburador per un complet sistema d'injecció, situat a l'emplaçament habitual del carburador, equipat amb nombrosos sensors per tal d'ajustar la unitat automàticament a les exigències del terreny; l'embragatge hidràulic perfeccionat; la nova relació de canvi i un sistema d'encesa digital sense bateria, amb programari addicional que possibilita de modificar la corba d'encesa i el mapa d'injecció del motor.
Pel que fa a la part cicle, la Cota 4RT fou creada de zero, per bé que basada en la 315 R: nou bastidor de doble biga d'alumini, més estret i lleuger (1,6 kg menys que el de la seva antecessora), amb un estret dipòsit de benzina de 2,1 litres de capacitat (el motor de quatre temps consumeix menys). En l'apartat de les suspensions, es continuà amb les Showa de la Cota 315 R, amb la forquilla ajustable anterior i el sistema Pro-Link posterior. Per tal de contribuir a la reducció de pes general, les rodes duien llandes de 32 radis en comptes dels 36 habituals, cosa que permetia estalviar 600 grams.

## Versions

### Llista de versions produïdes
| Model        | Versió              | Cilindrada | Anys      | Pintura dipòsit i plàstics                   |
| ------------ | ------------------- | ---------- | --------- | -------------------------------------------- |
| Cota 4RT     | 2005                | 249 cc     | 2005      | Vermell i argentat                           |
| Cota 4RT     | Repsol Edition 2005 | 249 cc     | 2005      | Colors de Repsol (carbassa, blanc i vermell) |
| Cota 4RT     | 2006                | 249 cc     | 2006      | Vermell, blanc i negre                       |
| Cota 4RT     | Repsol Edition 2006 | 249 cc     | 2006      | Colors de Repsol                             |
| Cota 4RT     | 2007                | 249 cc     | 2007      | Vermell, blanc i negre                       |
| Cota 4RT     | Repsol Edition 2007 | 249 cc     | 2007      | Colors de Repsol                             |
| Cota 4RT     | 2008                | 249 cc     | 2008      | Negre                                        |
| Cota 4RT     | Repsol Edition 2008 | 249 cc     | 2008      | Colors de Repsol                             |
| Cota 4RT     | 2009                | 249 cc     | 2009      | Negre (llandes daurades)                     |
| Cota 4RT     | Repsol Edition 2009 | 249 cc     | 2009      | Colors de Repsol (llandes carbasses)         |
| Cota 4RT     | 2010                | 249 cc     | 2010      | Negre (llandes daurades)                     |
| Cota 4RT     | Repsol Edition 2010 | 249 cc     | 2010      | Colors de Repsol                             |
| Cota 4RT     | 2011                | 249 cc     | 2011      | Negre, blanc i vermell                       |
| Cota 4RT     | Repsol Edition 2011 | 249 cc     | 2011      | Colors de Repsol                             |
| Cota 4RT     | 2012                | 249 cc     | 2012-2013 | Negre, blanc, vermell i blau                 |
| Cota 4RT     | Repsol Edition 2012 | 249 cc     | 2012-2013 | Colors de Repsol                             |
|              |                     |            |           |                                              |
| Cota 4RT 260 | 2013                | 258 cc     | 2013      | Vermell (llandes negres)                     |
| Cota 4RT 260 | Race Replica 2013   | 258 cc     | 2013      | Colors de Repsol                             |
| Cota 4RT 260 | 2014                | 258 cc     | 2014      | Vermell i negre (llandes negres)             |
| Cota 4RT 260 | Race Replica 2014   | 258 cc     | 2014      | Colors de Repsol                             |
| Cota 4RT 260 | 2015                | 258 cc     | 2015      | Vermell i negre (llandes negres)             |
| Cota 4RT 260 | Race Replica 2015   | 258 cc     | 2015      | Colors de Repsol                             |
| Cota 4RT 260 | 2016                | 258 cc     | 2016      | Vermell i negre (llandes negres)             |
| Cota 4RT 260 | Race Replica 2016   | 258 cc     | 2016      | Colors de Repsol                             |
| Cota 4RT 260 | 2017                | 258 cc     | 2017      | Blanc, blau i vermell                        |
| Cota 4RT 260 | Race Replica 2017   | 258 cc     | 2017      | Colors de Repsol                             |

### Cota 4RT

#### Versió 2005

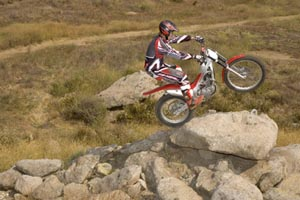
Una de les primeres Cota 4RT, durant un trial al Regne Unit el 2005

La primera Cota 4RT combinava l'emblemàtic color vermell de Montesa amb detalls argentats. El seu pes final era de 73,8 kg, molt poc per damunt de la Cota 315 R, la versió de 1999 de la qual pesava 73 kg. Inicialment, la moto estava pensada per a un usuari mitjà, no estrictament competitiu -al contrari que la seva antecessora-, però ja durant l'estiu d'aquell any, Montesa en presentà una edició limitada anomenada "Repsol" (en referència al patrocinador de l'equip de competició de la marca). La versió Repsol, dotada de nombrosos components de carboni i detalls exclusius, incloïa de sèrie l'encesa programable Montesa i oferia com a complement el kit HRC per a la programació de la injecció, un sistema que permet variar de forma senzilla, amb el suport d'un programa informàtic, diversos paràmetres que permeten adaptar la resposta del motor a les necessitats de cada usuari. El punt feble de la moto era l'excessiva sonoritat, especialment en accelerar.
Fitxa tècnica
| Cota 4RT 2005 (estàndard)  | Cota 4RT 2005 (estàndard)                                 | Cota 4RT 2005 (estàndard) |
| -------------------------- | --------------------------------------------------------- | ------------------------- |
| Anys                       | 2005                                                      |                           |
| CC                         | 249,1                                                     |                           |
| Diàmetre x Carrera         | 76,5 x 54,2 mm                                            |                           |
| Compressió                 | 11:1                                                      |                           |
| CV                         | ?                                                         |                           |
| Alimentació                | Injecció electrònica Keihin PGM-FI EFI amb encesa digital |                           |
| Canvi                      | 5 velocitats                                              |                           |
| Suspensió davant           | Forquilla telescòpica Showa                               |                           |
| Suspensió darrera          | Monoamortidor amb sistema Honda Pro-Link                  |                           |
| Pneumàtic davant           | 2,75 x 21                                                 |                           |
| Pneumàtic darrera          | 4,00 x 18                                                 |                           |
| Frens davant               | Disc                                                      |                           |
| Frens darrera              | Disc                                                      |                           |
| Pes en sec                 | 73,86 Kg                                                  |                           |
| Capacitat dipòsit          | 2 litres                                                  |                           |
| Pintura dipòsit i plàstics | Vermell i argentat                                        |                           |

#### Versió 2006
La versió del 2006 era molt semblant a la primera, tot i que se li havia revisat del sistema d'embragatge. Estèticament, combinava el vermell característic amb el negre i blanc. El pes total del conjunt era, però, elevat: 77,4 kg, sis quilos més que una Gas Gas Pro del moment. A més, la moto seguia fent un soroll excessiu, motiu pel qual diversos fabricants oferien nous silenciadors més efectius per a la moto, entre ells WES i Martin Clerch.
Fitxa tècnica
| Cota 4RT 2006 (estàndard)  | Cota 4RT 2006 (estàndard)                                 |
| -------------------------- | --------------------------------------------------------- |
| Anys                       | 2006                                                      |
| CC                         | 249,1                                                     |
| Diàmetre x Carrera         | 76,5 x 54,2 mm                                            |
| Compressió                 | 10,5:1                                                    |
| CV                         | ?                                                         |
| Alimentació                | Injecció electrònica Keihin PGM-FI EFI amb encesa digital |
| Canvi                      | 5 velocitats                                              |
| Suspensió davant           | Forquilla telescòpica Showa                               |
| Suspensió darrera          | Monoamortidor amb sistema Honda Pro-Link                  |
| Pneumàtic davant           | 2,75 x 21                                                 |
| Pneumàtic darrera          | 4,00 x 18                                                 |
| Frens davant               | Disc                                                      |
| Frens darrera              | Disc                                                      |
| Pes en sec                 | 73,8 Kg                                                   |
| Capacitat dipòsit          | 1,97 litres                                               |
| Pintura dipòsit i plàstics | Vermell, blanc i negre                                    |

#### Versió 2007

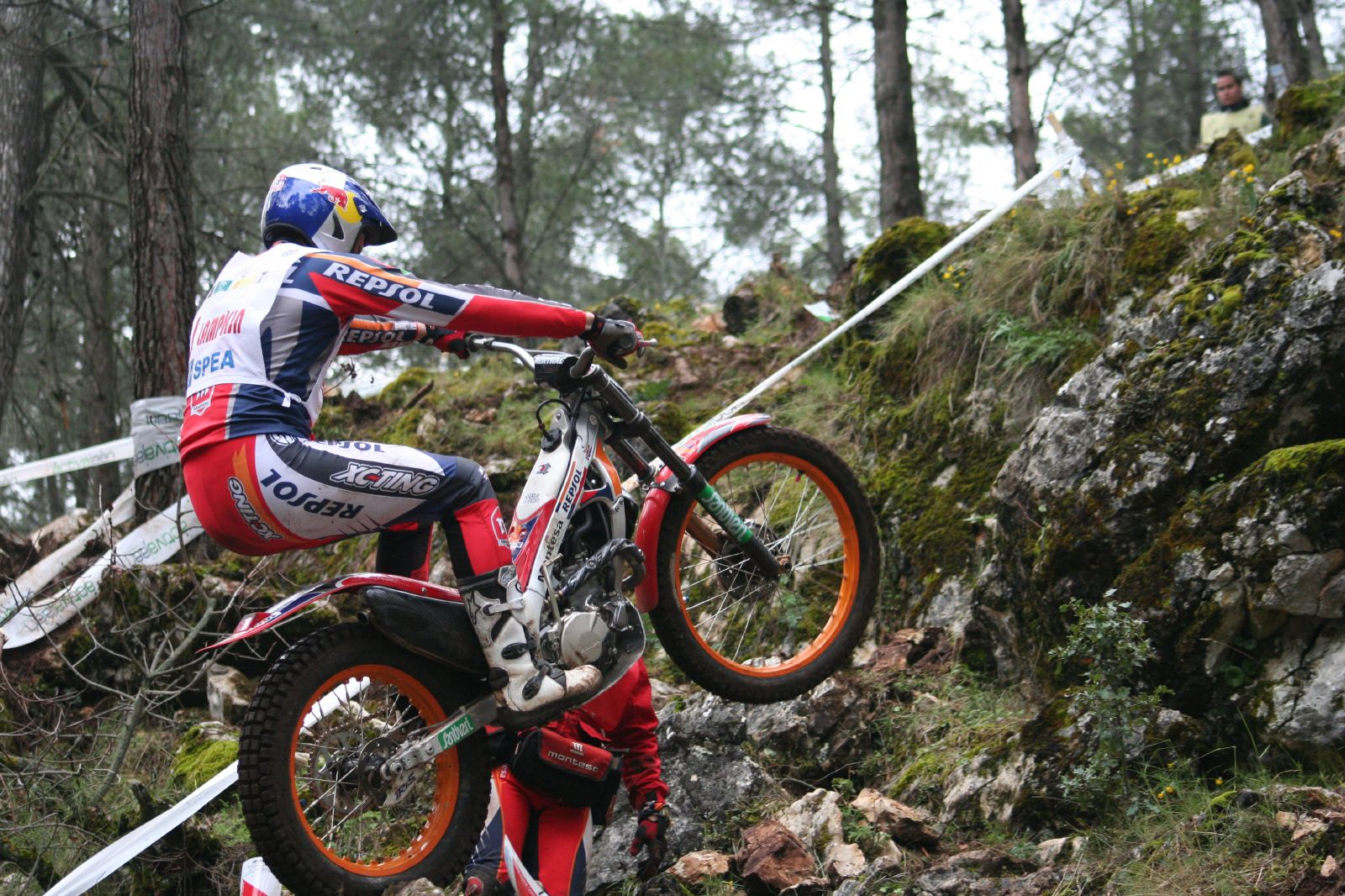
Dougie Lampkin amb la Cota 4RT oficial durant el mundial del 2007

La versió del 2007 incorporava algunes millores envers l'anterior, enfocades sobretot a reduir el nivell sonor del seu motor i a facilitar-ne l'engegada. A banda, adoptava nombrosos components nous com ara el tauler de control electrònic-digital, el manillar Renthal, el far anterior i la caràtula o el protector de disc de fre anterior. La decoració també canviava.
Com de costum, se'n llançà també una edició limitada que continuava la nissaga Repsol Edition, la qual heretava l'estètica dels models oficials de Toni Bou i Takahisa Fujinami. Les principals diferències de la Cota 4RT Repsol del 2007 envers l'estàndard eren aquestes:
- Kit d'adhesius rèplica de les motos emprades pel Repsol Montesa HRC Team al Campionat del Món de Trial del 2006
- Manillar Renthal, tipus "Fatbar", fabricat en duralumini, idèntic a l'emprat pels pilots de l'equip Repsol Montesa HRC
- Tija superior d'alumini mecanitzat
- Suports d'estreps i estreps d'alumini forjat
- Protectors d'ampolles de suspensió anterior i de silenciador de Texalium
- Pont de parafang anterior, protectors de tub d'escapament i de tapa d'embragatge, far anterior i placa porta-número de fibra de carboni
- Placa de bastidor amb la numeració de la "Limited Edition"

A banda, n'hi havia disponible una versió equipada amb el kit de competició ("Centraleta HRC"), configurable des d'un PC.

#### Versió 2008

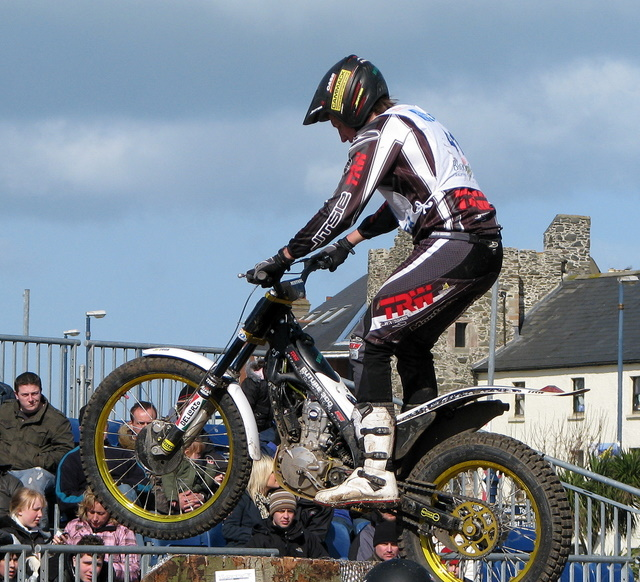
Alexz Wigg amb la Cota 4RT durant el campionat d'Europa del 2008

Com d'habitud, tant la versió 2008 estàndard com la Repsol compartien la mateixa base de grup termodinàmic i bastidor. En aquesta ocasió, aquest element més el basculant i el dipòsit de combustible estaven fabricats en alumini anoditzat de color negre, abandonant doncs el blanc anterior. El motor no incorporava canvis d'importància, mentre que les forquilles de suspensió es modificaren per tal d'obtenir més lleugeresa al tren anterior. La bomba d'embragatge era una nova AJP de funcionament suau i tacte més precís. La moto seguia incorporant tota la tecnologia de competició, amb el sistema integrat d'injecció (PGM-FI) i el control electrònic digital (ECU) que la dotaven d'una resposta immediata i una gran precisió i potència.
La variant Repsol es comercialitzava amb un complet kit d'accessoris, amb força peces de carboni i alumini, entre les quals destacava l'innovador disseny de la placa porta-número i el far de doble LED anterior. A banda, incorporava un kit de competició compost pel pont protector del parafang, el far frontal, el protector de la tapa d'embragatge, el protector de les barres de la forquilla anterior, el protector d'escapament i el silenciador de fibra de carboni. El manillar Fatbar Renthal de competició, els estreps i el seu suport, la tija i les brides eren d'alumini. Els preus de venda d'ambdues variants eren de 6.699 euros l'estàndard i 7.199 la Repsol.

#### Versió 2009
A partir d'aquesta versió, tant la variant estàndard com la Repsol duien el manillar Renthal "Fatbar" (abans era exclusiu de la Repsol). Pel que fa a la variant Repsol, aquell any patia canvis intranscendents, quasi només en l'apartat de l'estètica: entre altres coses, ara les gràfiques s'ajustaven a les noves directrius de l'equip oficial i, per primera vegada en aquest model, les llandes anaven pintades en color carbassa sense anoditzar. La moto seguia, però acusant un considerable sobrepès amb els seus 77,6 kg.
Fitxa tècnica
| Cota 4RT 2009 (estàndard)  | Cota 4RT 2009 (estàndard)                          | Cota 4RT 2009 (estàndard) |
| -------------------------- | -------------------------------------------------- | ------------------------- |
| Anys                       | 2009                                               |                           |
| CC                         | 249,1                                              |                           |
| Diàmetre x Carrera         | 76,5 x 54,2 mm                                     |                           |
| Compressió                 | 10,5:1                                             |                           |
| CV                         | ?                                                  |                           |
| Alimentació                | Injecció electrònica PGM-FI EFI amb encesa digital |                           |
| Canvi                      | 5 velocitats                                       |                           |
| Suspensió davant           | Forquilla telescòpica Showa                        |                           |
| Suspensió darrera          | Monoamortidor amb sistema Honda Pro-Link           |                           |
| Pneumàtic davant           | 2,75 x 21                                          |                           |
| Pneumàtic darrera          | 4,00 x 18                                          |                           |
| Frens davant               | Disc                                               |                           |
| Frens darrera              | Disc                                               |                           |
| Pes en sec                 | 73,8 Kg                                            |                           |
| Capacitat dipòsit          | 2 litres                                           |                           |
| Pintura dipòsit i plàstics | Negre (llandes daurades)                           |                           |

#### Versió 2010
La versió estàndard del 2010 destacava pel color negre dominant, tret dels parafangs blancs i vermells i les llandes daurades.

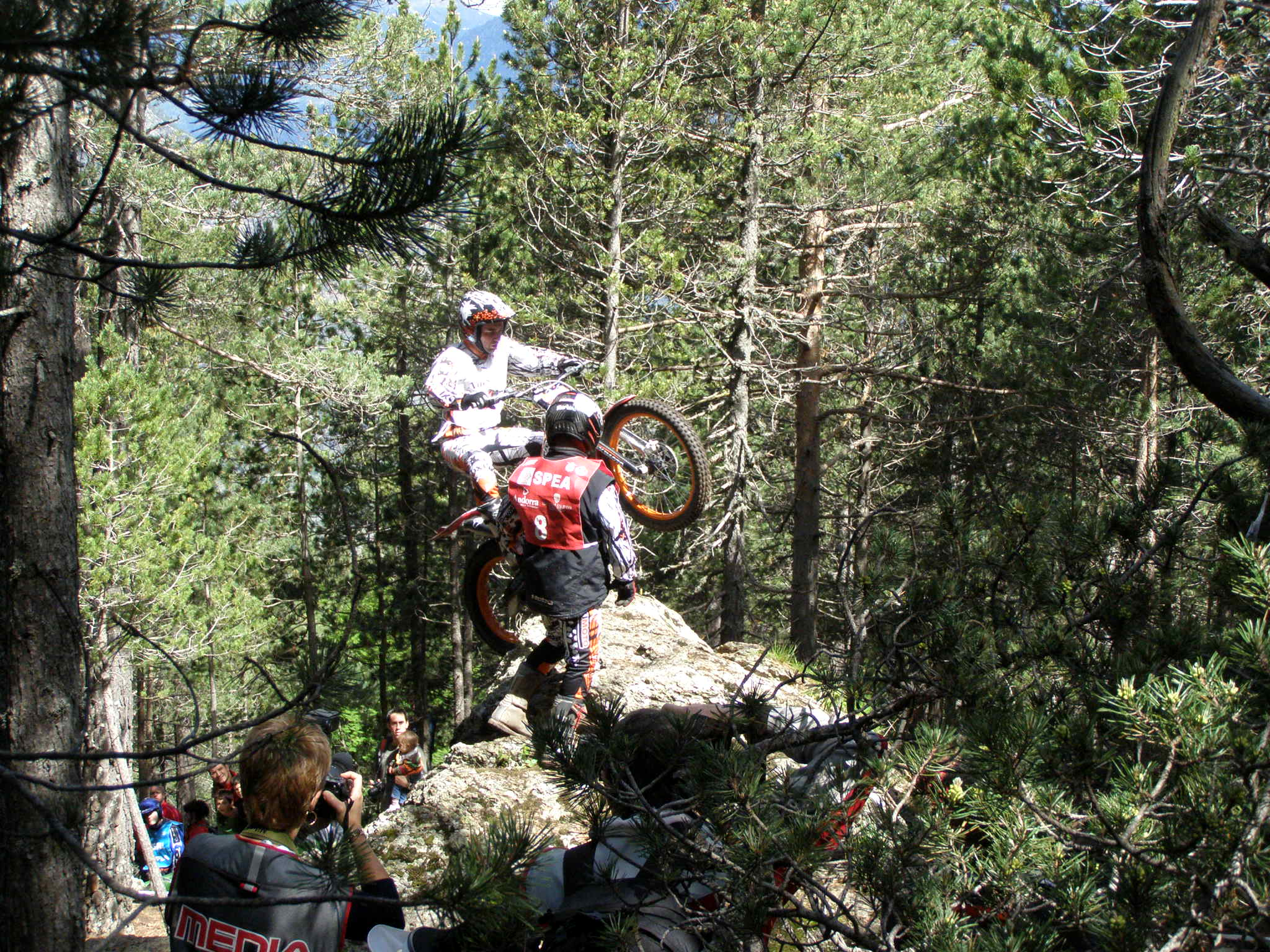
Alfredo Gómez amb la Cota 4RT durant el campionat d'Europa del 2010

Fitxa tècnica
| Cota 4RT 2010 (estàndard)  | Cota 4RT 2010 (estàndard)                          |
| -------------------------- | -------------------------------------------------- |
| Anys                       | 2010                                               |
| CC                         | 249,1                                              |
| Diàmetre x Carrera         | 76,5 x 54,2 mm                                     |
| Compressió                 | 10,5:1                                             |
| CV                         | ?                                                  |
| Alimentació                | Injecció electrònica PGM-FI EFI amb encesa digital |
| Canvi                      | 5 velocitats                                       |
| Suspensió davant           | Forquilla telescòpica Showa                        |
| Suspensió darrera          | Monoamortidor amb sistema Honda Pro-Link           |
| Pneumàtic davant           | 2,75 x 21                                          |
| Pneumàtic darrera          | 4,00 x 18                                          |
| Frens davant               | Disc 185 mm                                        |
| Frens darrera              | Disc 150 mm                                        |
| Pes en sec                 | 73,8 Kg                                            |
| Capacitat dipòsit          | 2 litres                                           |
| Pintura dipòsit i plàstics | Negre (llandes daurades)                           |

#### Versió 2011

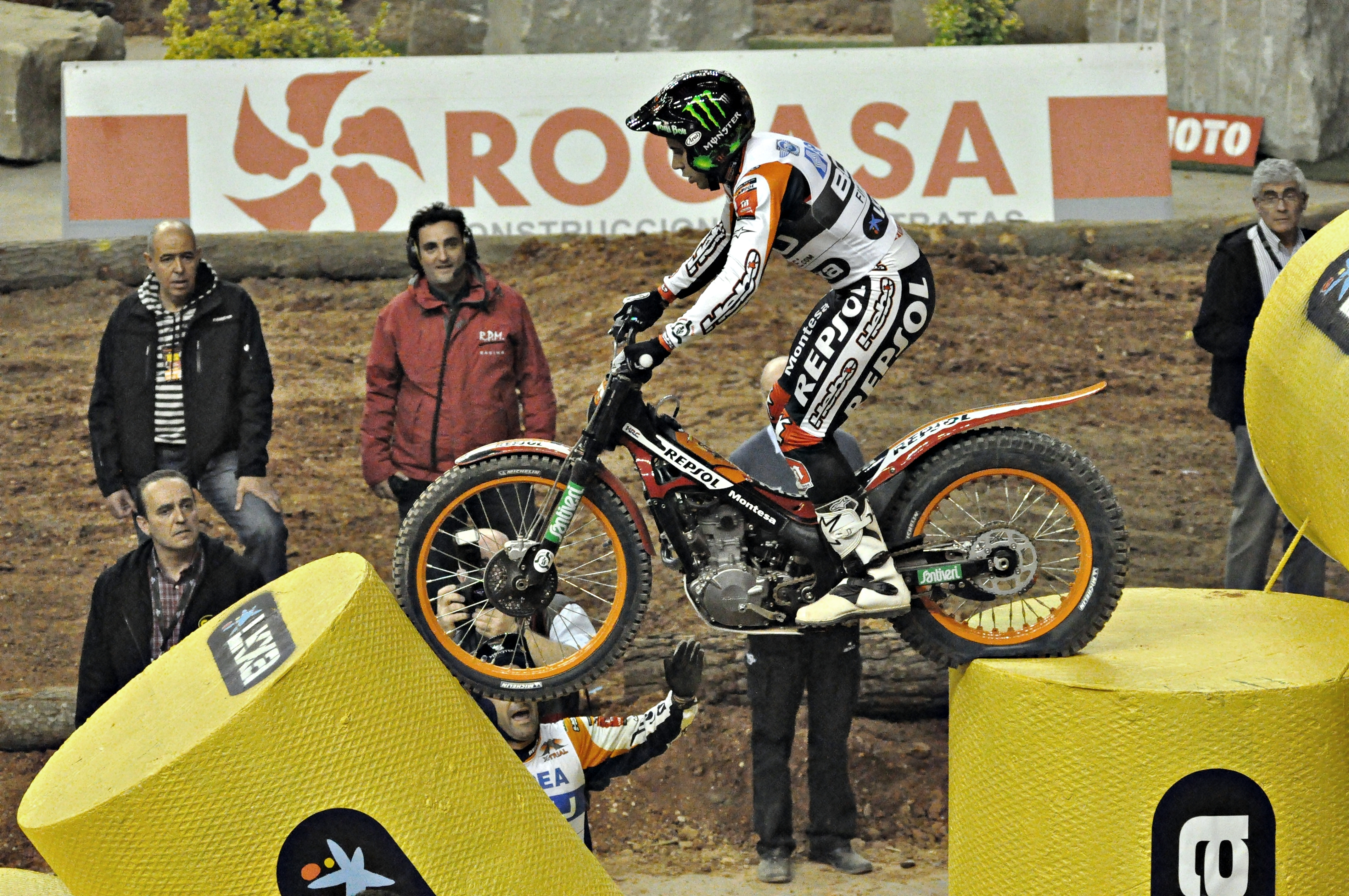
Toni Bou amb la Cota 4RT durant el Trial Indoor de Barcelona del 2011

Fitxa tècnica
| Cota 4RT 2011 (estàndard)  | Cota 4RT 2011 (estàndard)                          | Cota 4RT 2011 (estàndard) |
| -------------------------- | -------------------------------------------------- | ------------------------- |
| Anys                       | 2011                                               |                           |
| CC                         | 249,1                                              |                           |
| Diàmetre x Carrera         | 76,5 x 54,2 mm                                     |                           |
| Compressió                 | 10,5:1                                             |                           |
| CV                         | ?                                                  |                           |
| Alimentació                | Injecció electrònica PGM-FI EFI amb encesa digital |                           |
| Canvi                      | 5 velocitats                                       |                           |
| Suspensió davant           | Forquilla telescòpica Showa                        |                           |
| Suspensió darrera          | Monoamortidor amb sistema Honda Pro-Link           |                           |
| Pneumàtic davant           | 2,75 x 21                                          |                           |
| Pneumàtic darrera          | 4,00 x 18                                          |                           |
| Frens davant               | Disc 185 mm                                        |                           |
| Frens darrera              | Disc 150 mm                                        |                           |
| Pes en sec                 | 73,8 Kg                                            |                           |
| Capacitat dipòsit          | 2 litres                                           |                           |
| Pintura dipòsit i plàstics | Negre, blanc i vermell                             |                           |

#### Versió 2012

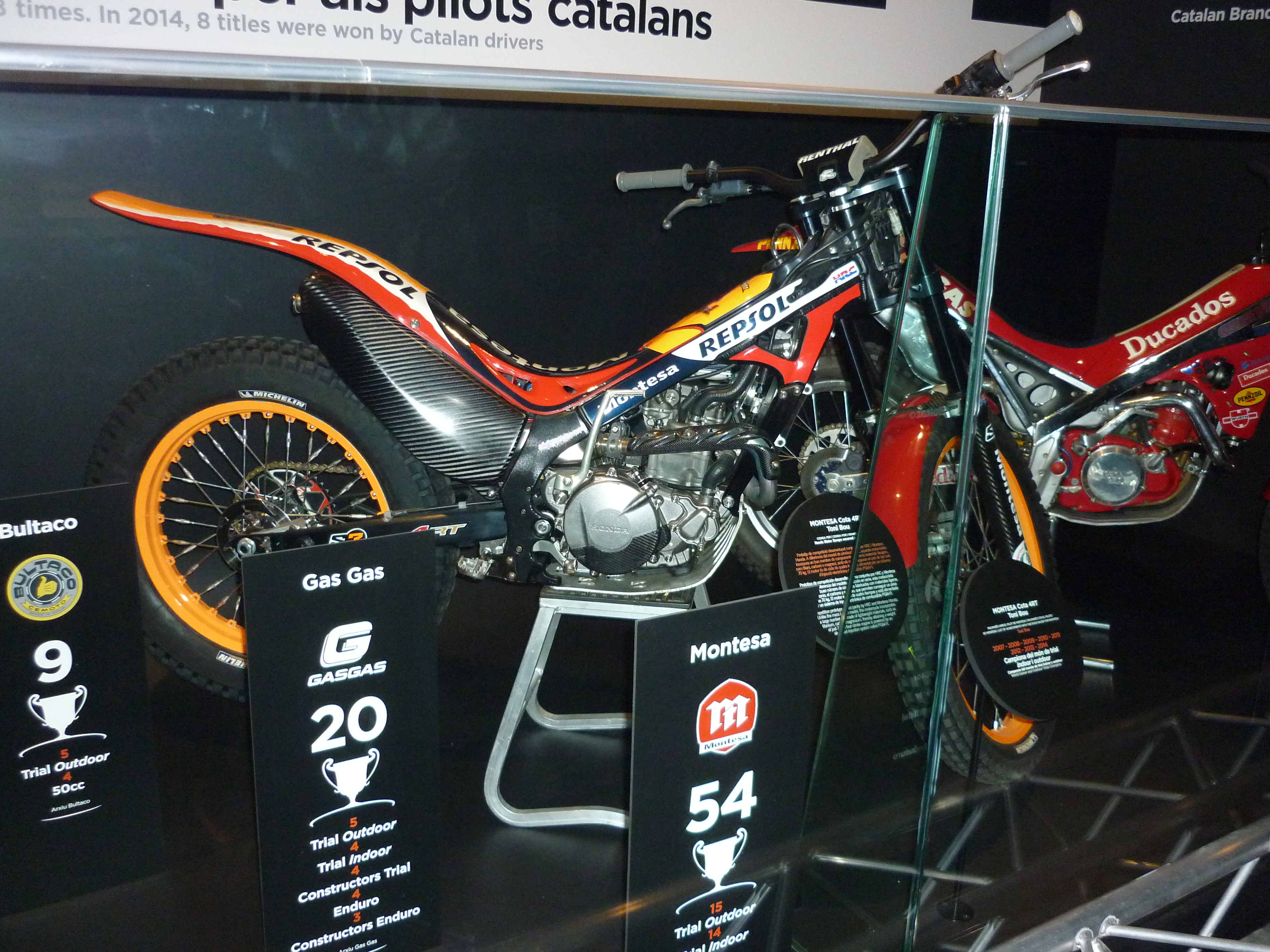
La Cota 4RT oficial que pilotà Toni Bou cap al 2013

Presentada el 12 d'octubre del 2011, en ocasió de la Montesada de Tona (Osona), la Cota 4RT 2012 fou la darrera de la nissaga, ja que d'ençà de la seva successora del 2013, aquest model es comercialitzà amb el nom de Cota 4RT 260. La versió del 2012 aconseguí reduir el pes en 300 grams envers la versió del 2011, gràcies a l'ús d'unes llandes més lleugeres que estalviaven 80 grams al tren anterior i 220 grams al posterior. La moto es començà a comercialitzar des d'aquell mateix octubre en les tradicionals dues variants: l'edició estàndard i la Repsol, a uns preus de sortida de 7.249 euros per a l'estàndard i 7.899 euros per a la versió Repsol Limited Edition. Un tret característic de la versió estàndard era la nova combinació de colors (negre, blanc, vermell i blau) i els nous adhesius que n'actualitzaven la imatge.

### Cota 4RT 260
La nova Cota 4RT 260 (escrit també 4RT260) mantenia la base termodinàmica de la 4RT anterior, però incorporava nombrosos canvis al motor, entre ells l'augment de cilindrada fins als 258,9 cc, que contribuïen a obtenir un augment de prestacions considerable, aconseguint més elasticitat, versatilitat i potència en tota la gamma de revolucions. Alhora, es reduí significativament el fre motor, cosa que feia la moto més lleugera i controlable.

#### Versió 2013
Estèticament, la primera Cota 4RT 260 recuperava el clàssic color vermell de Montesa, fins i tot a les boixes de les rodes en combinació amb les llandes anoditzades en negre i el bastidor d'alumini polit. La versió de competició mantenia els colors típics de l'equip patrocinat per Repsol i passà a anomenar-se des d'aleshores Race Replica. A ambdues versions hi destacava a primera vista el nou disseny del dipòsit de combustible, més estilitzat i compacte, i el parafang posterior també nou, amb un acabat més estilitzat i aixecat. Tant la versió estàndard com la de competició es posaren a la venda el setembre del 2013, a uns preus competitius enfront de les de dos temps de la competència (la versió estàndard era entre un 15 i un 20% més barata que la darrera versió de la Cota 4RT, del 2012).

#### Versió 2014
Fitxa tècnica
| Cota 4RT 260 2014          | Cota 4RT 260 2014                                                        | Cota 4RT 260 2014                                                        | Cota 4RT 260 2014 |
| -------------------------- | ------------------------------------------------------------------------ | ------------------------------------------------------------------------ | ----------------- |
|                            | 4RT 260                                                                  | 4RT Race Replica                                                         |                   |
| Anys                       | 2014                                                                     | 2014                                                                     |                   |
| CC                         | 258,9                                                                    | 258,9                                                                    |                   |
| Diàmetre x Carrera         | 78 × 54,2 mm                                                             | 78 × 54,2 mm                                                             |                   |
| Compressió                 | 10,5:1                                                                   | 10,5:1                                                                   |                   |
| CV                         | ?                                                                        | ?                                                                        |                   |
| Alimentació                | Sistema d'injecció programada de benzina (PGM-FI) amb papallona de 28 mm | Sistema d'injecció programada de benzina (PGM-FI) amb papallona de 28 mm |                   |
| Canvi                      | 5 velocitats                                                             | 5 velocitats                                                             |                   |
| Suspensió davant           | Forquilla telescòpica Tech                                               | Forquilla telescòpica Showa                                              |                   |
| Suspensió darrera          | Monoamortidor R16V amb sistema Pro-Link                                  | Monoamortidor Showa amb sistema Pro-Link                                 |                   |
| Pneumàtic davant           | 2,75 x 21 Dunlop                                                         | 2,75 x 21 Michelin                                                       |                   |
| Pneumàtic darrera          | 4,00 x 18 Dunlop                                                         | 4,00 x 18 Michelin                                                       |                   |
| Frens davant               | Disc 185 mm                                                              | Disc 185 mm                                                              |                   |
| Frens darrera              | Disc 150 mm                                                              | Disc 150 mm                                                              |                   |
| Pes en sec                 | 73 Kg                                                                    | 73,5 Kg                                                                  |                   |
| Capacitat dipòsit          | 1,9 litres                                                               | 1,9 litres                                                               |                   |
| Pintura dipòsit i plàstics | Vermell (llandes negres)                                                 | Colors de Repsol                                                         |                   |

#### Versió 2015

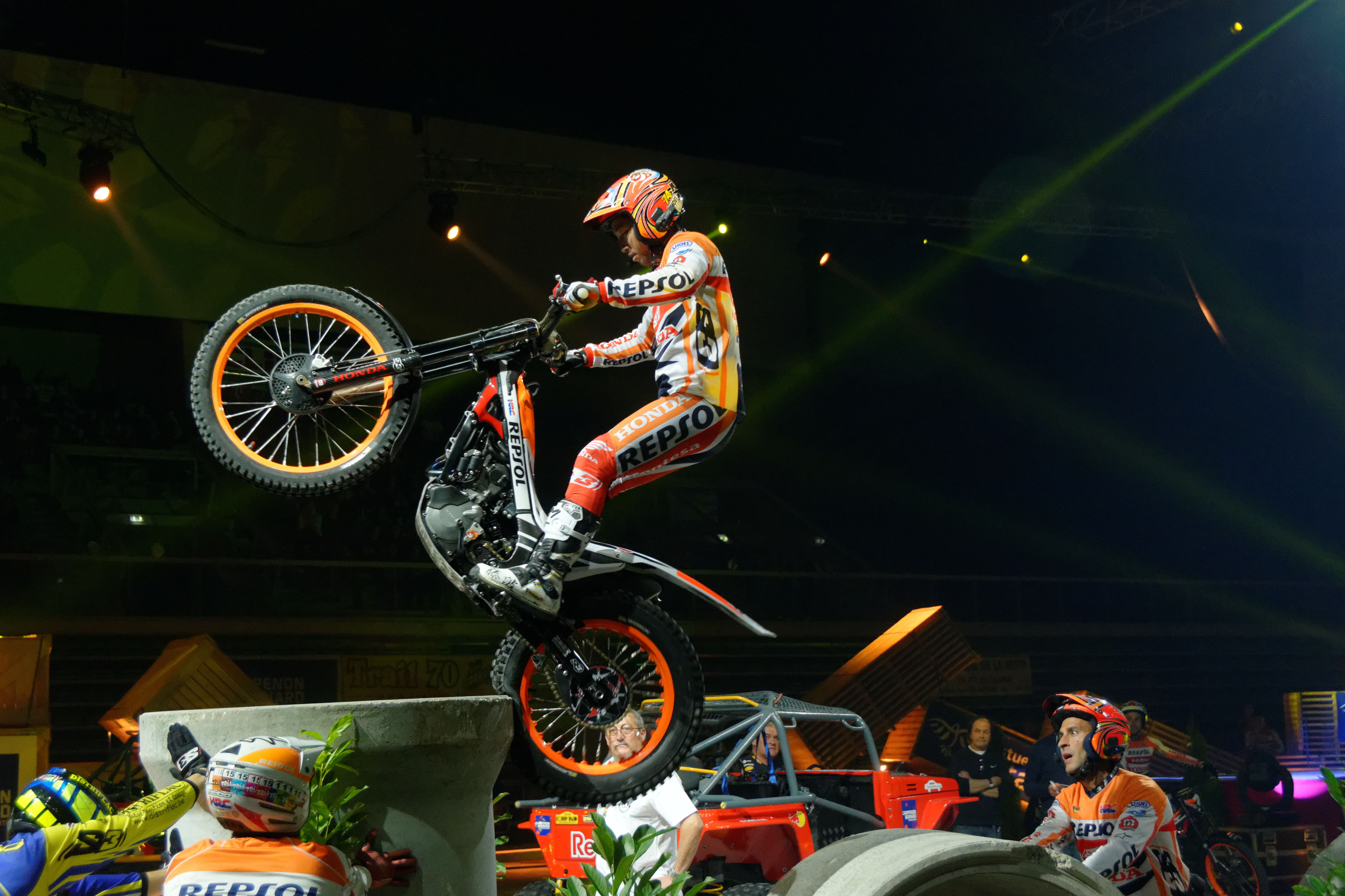
Takahisa Fujinami amb la Cota 4RT durant un trial indoor a França el 2015

Una de les novetats de la versió estàndard del 2016 era el seu selló supletori, enfocat al passeig per la muntanya o el "trial d'excursió". El seient, lliurat com a accessori, era fàcilment desmuntable i disposava d'un buit per a transportar-hi petits objectes.
Fitxa tècnica
| Cota 4RT 260 2015          | Cota 4RT 260 2015                                                        | Cota 4RT 260 2015                                                        | Cota 4RT 260 2015 |
| -------------------------- | ------------------------------------------------------------------------ | ------------------------------------------------------------------------ | ----------------- |
|                            | 4RT 260                                                                  | 4RT Race Replica                                                         |                   |
| Anys                       | 2015                                                                     | 2015                                                                     |                   |
| CC                         | 258,9                                                                    | 258,9                                                                    |                   |
| Diàmetre x Carrera         | 78 × 54,2 mm                                                             | 78 × 54,2 mm                                                             |                   |
| Compressió                 | 10,5:1                                                                   | 10,5:1                                                                   |                   |
| CV                         | ?                                                                        | ?                                                                        |                   |
| Alimentació                | Sistema d'injecció programada de benzina (PGM-FI) amb papallona de 28 mm | Sistema d'injecció programada de benzina (PGM-FI) amb papallona de 28 mm |                   |
| Canvi                      | 5 velocitats                                                             | 5 velocitats                                                             |                   |
| Suspensió davant           | Forquilla telescòpica Tech                                               | Forquilla telescòpica Showa                                              |                   |
| Suspensió darrera          | Monoamortidor R16V amb sistema Pro-Link                                  | Monoamortidor Showa amb sistema Pro-Link                                 |                   |
| Pneumàtic davant           | 2,75 x 21 Dunlop                                                         | 2,75 x 21 Michelin                                                       |                   |
| Pneumàtic darrera          | 4,00 x 18 Dunlop                                                         | 4,00 x 18 Michelin                                                       |                   |
| Frens davant               | Disc 185 mm                                                              | Disc 185 mm                                                              |                   |
| Frens darrera              | Disc 150 mm                                                              | Disc 150 mm                                                              |                   |
| Pes en sec                 | 73 Kg                                                                    | 73,5 Kg                                                                  |                   |
| Capacitat dipòsit          | 1,9 litres                                                               | 1,9 litres                                                               |                   |
| Pintura dipòsit i plàstics | Vermell (llandes negres)                                                 | Colors de Repsol                                                         |                   |

#### Versió 2016
La versió del 2016, comercialitzada d'ençà del juliol de 2015, gaudia d'un important augment de potència, gràcies a una nova bomba de combustible que proporcionava major cabal de benzina, i una reducció del fre motor. A més, la reubicació dels estreps, més baixos i endarrerits, contribuïa a alleugerir el tren anterior. La moto adoptava també un nou suport del ventilador del radiador, dissenyat per a evacuar-ne la brutícia. La versió 4RT 260 duia uns pneumàtics Dunlop millorats, mentre la Race Replica incloïa un nou amortidor posterior Showa. Hi havia també una versió destinada a exportació que s'anomenava Full Power, per a l'ús exclusiu en competició.
Fitxa tècnica
| Cota 4RT 260 2016          | Cota 4RT 260 2016                                                        | Cota 4RT 260 2016                                                        |
| -------------------------- | ------------------------------------------------------------------------ | ------------------------------------------------------------------------ |
|                            | 4RT 260                                                                  | 4RT Race Replica                                                         |
| Anys                       | 2016                                                                     | 2016                                                                     |
| CC                         | 258,9                                                                    | 258,9                                                                    |
| Diàmetre x Carrera         | 78 × 54,2 mm                                                             | 78 × 54,2 mm                                                             |
| Compressió                 | 10,5:1                                                                   | 10,5:1                                                                   |
| CV                         | ?                                                                        | ?                                                                        |
| Alimentació                | Sistema d'injecció programada de benzina (PGM-FI) amb papallona de 28 mm | Sistema d'injecció programada de benzina (PGM-FI) amb papallona de 28 mm |
| Canvi                      | 5 velocitats                                                             | 5 velocitats                                                             |
| Suspensió davant           | Forquilla telescòpica Tech                                               | Forquilla telescòpica Showa                                              |
| Suspensió darrera          | Monoamortidor R16V amb sistema Pro-Link                                  | Monoamortidor Showa amb sistema Pro-Link                                 |
| Pneumàtic davant           | 2,75 x 21 Dunlop                                                         | 2,75 x 21 Michelin                                                       |
| Pneumàtic darrera          | 4,00 x 18 Dunlop                                                         | 4,00 x 18 Michelin                                                       |
| Frens davant               | Disc 185 mm                                                              | Disc 185 mm                                                              |
| Frens darrera              | Disc 150 mm                                                              | Disc 150 mm                                                              |
| Pes en sec                 | 73 Kg                                                                    | 73,5 Kg                                                                  |
| Capacitat dipòsit          | 1,9 litres                                                               | 1,9 litres                                                               |
| Pintura dipòsit i plàstics | Vermell (llandes negres)                                                 | Colors de Repsol                                                         |

#### Versió 2017
Les versions del 2017 es presentaren a començaments de juliol del 2016 a Andorra, coincidint amb els 2 Dies de Trial d'Encamp, i començaren a comercialitzar-se aquell setembre. La 4RT 260 estàndard es renovava estèticament i abandonava el vermell en favor del blanc, combinat amb el blau i el vermell. El dipòsit de benzina passava a ser d'alumini i la forquilla duia la barra cromada i l'ampolla negra. La variant Race Replica incloïa també algun canvi estètic, com ara la "M" de Montesa situada a la part posterior del parafang. A més, tots dos models comptaven ara amb una palanca d'engegada més llarga (la mateixa que la de la Cota 300R). Hi destacava també la reducció del fre motor -millora incorporada ja a l'anterior versió 2016-, aconseguida gràcies a un sistema de descompressió dels gasos del càrter ideat per Honda.
La versió de competició oficial d'aquest model, pilotada entre d'altres per Toni Bou, es diferenciava de les comercials pel seu canvi de només 4 velocitats. A banda, era molt més lleugera gràcies a l'ús de materials especials, amb un pes total de només 70 kg.
Fitxa tècnica
| Cota 4RT 260 2017          | Cota 4RT 260 2017                                                        | Cota 4RT 260 2017                                                        | Cota 4RT 260 2017 |
| -------------------------- | ------------------------------------------------------------------------ | ------------------------------------------------------------------------ | ----------------- |
|                            | 4RT 260                                                                  | 4RT Race Replica                                                         |                   |
| Anys                       | 2017                                                                     | 2017                                                                     |                   |
| CC                         | 258,9                                                                    | 258,9                                                                    |                   |
| Diàmetre x Carrera         | 78 × 54,2 mm                                                             | 78 × 54,2 mm                                                             |                   |
| Compressió                 | 10,5:1                                                                   | 10,5:1                                                                   |                   |
| CV                         | ?                                                                        | ?                                                                        |                   |
| Alimentació                | Sistema d'injecció programada de benzina (PGM-FI) amb papallona de 28 mm | Sistema d'injecció programada de benzina (PGM-FI) amb papallona de 28 mm |                   |
| Canvi                      | 5 velocitats                                                             | 5 velocitats                                                             |                   |
| Suspensió davant           | Forquilla telescòpica Tech                                               | Forquilla telescòpica Showa                                              |                   |
| Suspensió darrera          | Monoamortidor R16V amb sistema Pro-Link                                  | Monoamortidor Showa amb sistema Pro-Link                                 |                   |
| Pneumàtic davant           | 2,75 x 21                                                                | 2,75 x 21                                                                |                   |
| Pneumàtic darrera          | 4,00 x 18                                                                | 4,00 x 18                                                                |                   |
| Frens davant               | Disc 185 mm                                                              | Disc 185 mm                                                              |                   |
| Frens darrera              | Disc 150 mm                                                              | Disc 150 mm                                                              |                   |
| Pes en sec                 | 73 Kg                                                                    | 70 Kg                                                                    |                   |
| Capacitat dipòsit          | 1,9 litres                                                               | 1,9 litres                                                               |                   |
| Pintura dipòsit i plàstics | Blanc, blau i vermell                                                    | Colors de Repsol                                                         |                   |